# Haidar Raad
Haidar Raad Majeed (in arabo حيدر رعد‎?; Baghdad, 27 aprile 1991) è un calciatore iracheno, portiere del Dohuk.

## Carriera

### Club
Ha sempre giocato nel campionato iracheno.

### Nazionale
Esordisce in Nazionale maggiore nel 2010, venendo poi convocato per la Coppa d'Asia 2011.